# Гисман, Эрнст-Йоахим
Эрнст-Йоахим Гисман (нем. Ernst-Joachim Gießmann; 12 февраля 1919, Берлин, Веймарская Республика — 17 октября 2004, Цоссен, Бранденбург,Германия) — восточногерманский учёный в области физики и государственный деятель, министр высшего и технического образования ГДР (1967—1970).

## Биография
Родился в семье учителей. В 1933 году стал членом Исповедающей церкви. В 1937 году вступил в ряды НСДАП. В 1943 году окончил физический факультет Берлинского университета. Одним из его преподавателей был Нобелевский лауреат Вернер Гейзенберг. В 1943 году был призван на военную службу, но остался с 1943 по 1945 год сотрудником в Институте технической физики Берлинского технического университета.
После 1945 года от имени Коммунистической партии Германии работал в качестве учителя и директора школы в бывшей реформатской гимназии в Ораниенбурге и Франкфурте-на-Одере. В 1946 году вступил в ряды СЕПГ, в том же году получил степень кандидата наук. В 1946—1948 годах был городским советником в Ораниенбурге, с 1948 по 1951 год возглавлял отдел науки в земельном правительстве Бранденбурга, а затем работал начальником металлургических исследований в Министерстве тяжелого машиностроения ГДР.
С 1951 по 1953 годы был старшим ассистентом в педагогическом училище «Карл Либкнехт» в Потсдаме. В 1954 году защитил докторскую диссертацию «Прочностные характеристики стали» и был назначен профессором и директором, а с 1956 по 1962 год — ректором Института физики Университета тяжелого машиностроения в Магдебурге, который в 1961 году был переименован в Технический инистут Магдебурга имени Отто фон Герике.
С 1962 по 1967 годы был председателем Государственного комитета по высшему и техническому образованию, а с 1967 по 1970 год — министром высшего и технического образования ГДР. В этом качестве он также провел Третью университетскую реформу (1968), которая проводилась одновременно с реформой Германской академии наук.
С 1958 по 1963 год был членом фракции «Культурного союза» Народной палаты ГДР. С 1958 года был вице-президентом, председателем Центральной комиссии по науке «Культурного союза», до 1989 года возглавлял Клуб деятелей культуры.
Являлся членом «Общества по распространению научных знаний» (1954—1957) и «Физического общества ГДР» (1954—1990), с 1984 года — его вице-президентом. Член физического отделения Академии наук ГДР (1957—1965).
С 1967 года до ухода не пенсию (1984) был профессором физики в Инженерной академии Берлин-Вартенберг.

## Избранные научные труды
- «Как двигаются снаряды. Общее введение в баллистику», Лейпциг (1955)
- «О научно-технической революции в комплексном строительстве социализма в ГДР», Берлин (1966)
- «Физико-технические методы и их применение в сельском хозяйстве и технике», Берлин (1984)

## Награды и звания
Был награжден восточногерманскими орденами «За заслуги перед Отечеством» второй степени (1959) и «Знамя Труда» (1969).
Награжден Золотой медалью Гумбольдта (1975), медалью Густава Херца (1989), почетный доктор Магдебургского Технического университета (1983), почетной доктор Академии сельскохозяйственных наук ГДР (1989).